# فيليب نيكولز جونيور
فيليب نيكولز جونيور (بالإنجليزية: Philip Nichols)‏ هو قاضي وضابط أمريكي، ولد في 11 أغسطس 1907 في بوسطن في الولايات المتحدة، وتوفي في 26 يناير 1990 في واشنطن العاصمة في الولايات المتحدة.